# Jon Petrovich
Jon Petrovich (Gary, Indiana, 28 de febrero de 1947-íbid, 10 de febrero de 2011) fue un periodista y ejecutivo de televisión. Se le atribuye la fundación de numerosas empresas de CNN, incluyendo CNN.com, CNN Airport Network, y CNN en Español, entre otras. Obtuvo una licenciatura de la Universidad de Indiana y una maestría de la Universidad de Alabama.

## Carrera
Petrovich comenzó trabajando como reportero y luego como director de noticias en varios canales locales de varias ciudades estadounidenses.
Petrovich fue vicepresidente ejecutivo de Headline News de CNN en Atlanta, Georgia. Ted Turner lo contrató para dirigir Headline News a mediados de la década de 1980. Él supervisó CNN Radio y estuvo directamente involucrado en el desarrollo de negocios y marketing para todas las redes CNN. En 1994, financió el establecimiento de CNN.com, y ayudó a crear CNN Airport Network y CNN en Español.
Después de su papel en la CNN, Petrovich fue elegido presidente de Turner Broadcasting System en América Latina. Petrovich fue el jefe de las redes internacionales para Sony Pictures Television después de salir de la cadena CNN. También trabajpo como profesor en la Universidad Northwestern. En 2007 se convirtió en el jefe de operaciones de transmisión en Estados Unidos de Associated Press.

## Fallecimiento
Petrovich murió el 10 de febrero de 2011 en Nueva York por complicaciones debidas al cáncer y la diabetes. Le sobreviven su esposa y tres hijas.